# Pension

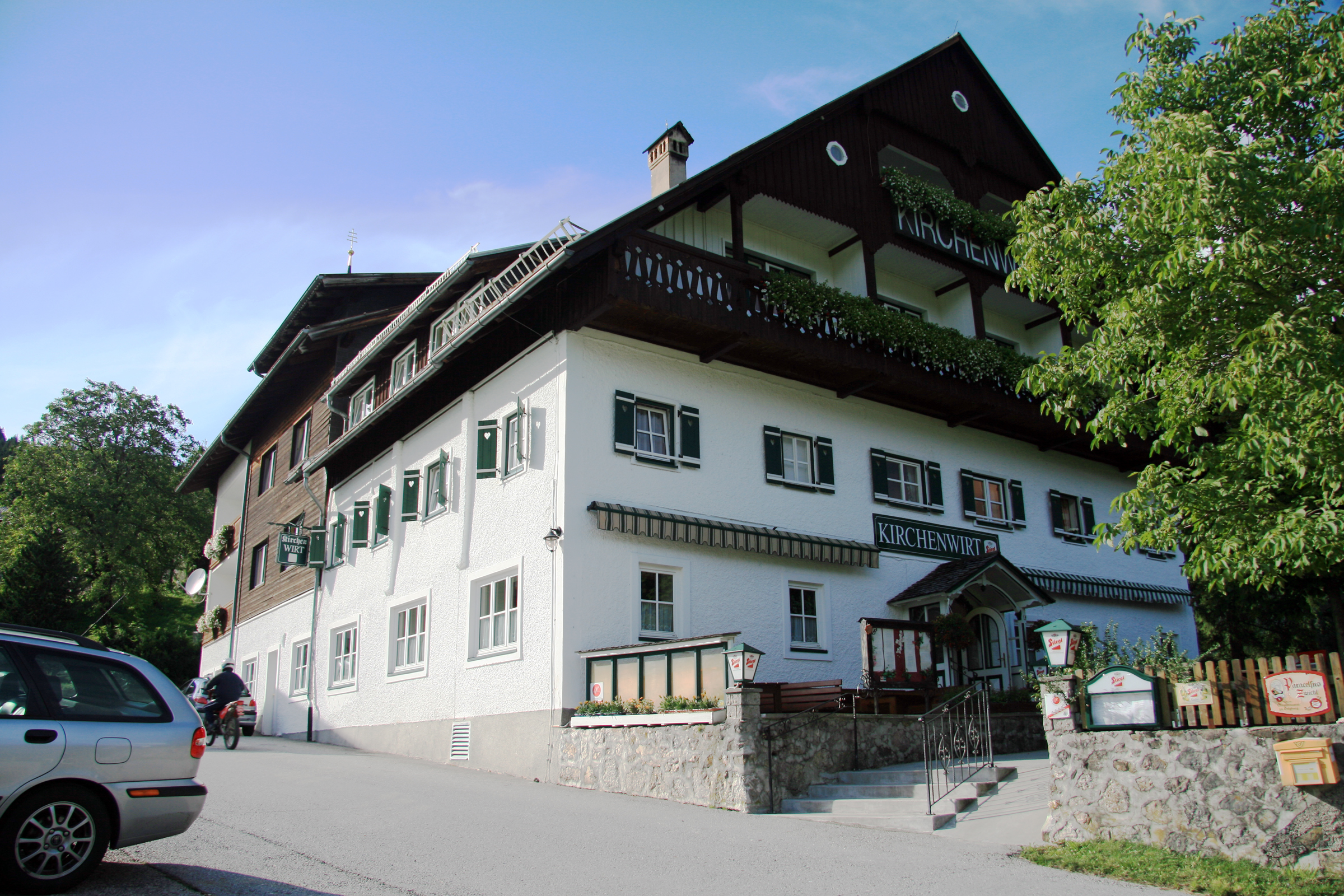
Een pension in Gosau, Oostenrijk

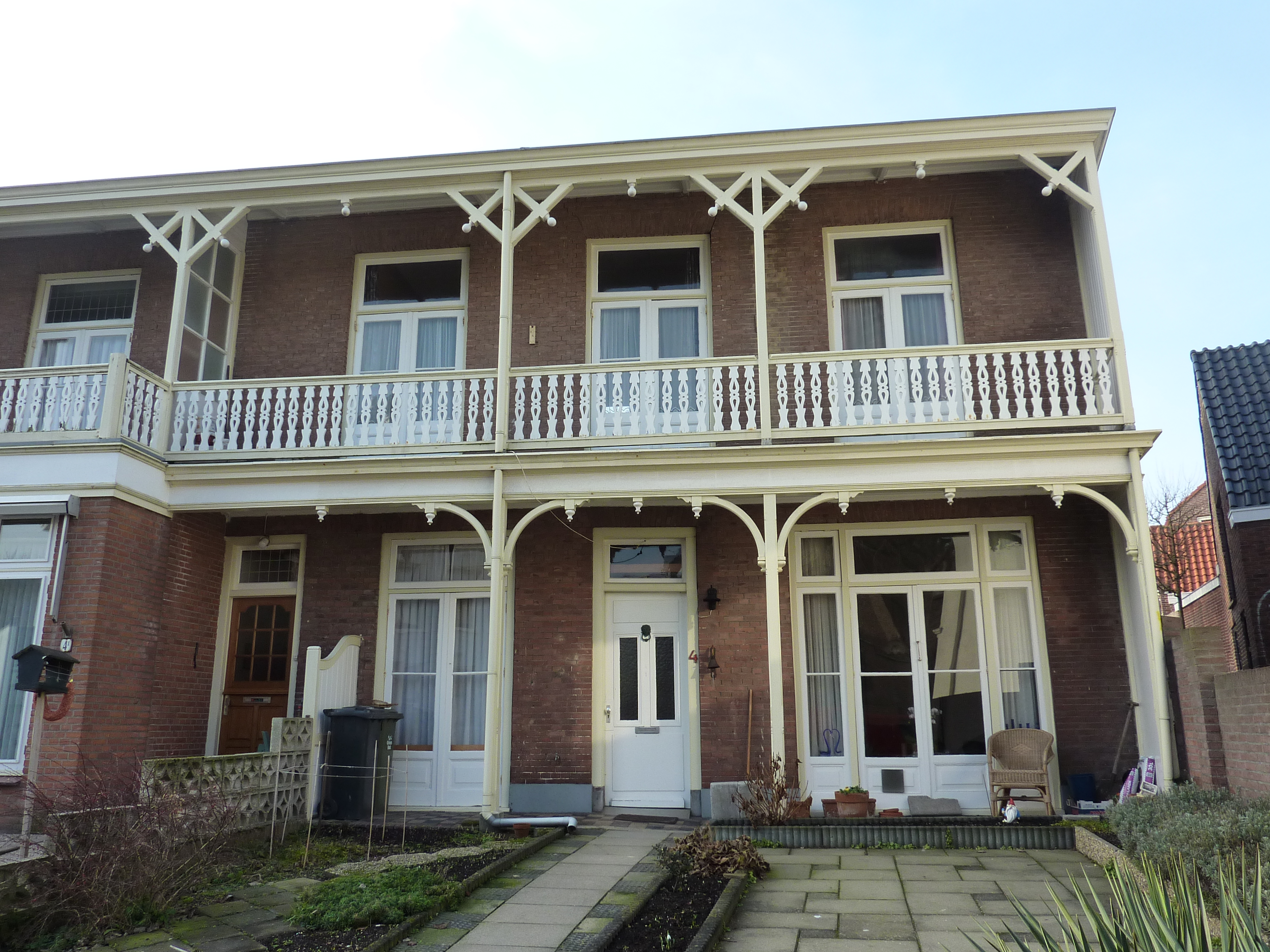
Een voormalig pension in Zandvoort, Nederland

Een pension is een gelegenheid waar men tegen betaling kan overnachten.
Pensions onderscheiden zich door verscheidene kenmerken van zowel hotels en hostels als van logies en ontbijt. In een pension kan men voor een nacht of voor een langere periode verblijven. Een verschil met logies en ontbijt is dat pensions niet alleen ontbijt aanbieden, maar ook lunch, avondeten en soms ook 's middags thee met gebak. In plaats van de overnachting en de maaltijden afzonderlijk te betalen (zoals in een hotel-restaurant), kiezen gasten voor een combinatie van overnachting, ontbijt, lunch en avondeten (volpension) of het voorgaande zonder de lunch (halfpension).
Pensions zijn met name geschikt voor gasten die overdag op relatief korte afstand van de overnachtingsplek verblijven, zodat zij voor de maaltijden kunnen terugkeren naar het pension. Zo zijn er in wintersportgebieden dikwijls pensions te vinden. Ten tijde van de opkomst van het massatoerisme, eind 19e tot begin 20e eeuw, werden er grote aantallen pensions in Europese badplaatsen gebouwd. In Nederland zijn deze nog herkenbaar aan de veranda's en overdekte balkons.
Mensen op doorreis zullen eerder gebruikmaken van logies en ontbijt, omdat zij na het ontbijt doorgaans weer verder willen reizen naar hun volgende bestemming.

## Referentie(s)
1. ↑  Kleij, E. van der (1993). Architectuur en stedebouw in Noord-Holland | 1850-1900. Rijksdienst voor de Monumentenzorg, p. 99. ISBN 90-6630-364-6.